# Copyhold tenure
Copyhold tenure (pol. dzierżawa dziedziczna) – forma własności ziemi w Anglii. Ziemia była własnością właściciela ziemskiego, a dzierżawca winny był właścicielowi rentę, która była zapisywana w rejestrze dworskim, a dzierżawca otrzymywał kopię wpisu do akt dworu (ang. copy). Prawa związane z tą formą własności różniły się, a różnice zależały od miejsca zawarcia umowy. Począwszy od XVI wieku copyhold stopniowo przekształcano w dzierżawę krótko- lub długoterminową (na mocy porozumienia między panem dworu a dzierżawcą), a w 1922 wprowadziła znaczące zmiany, a reforma 1925 zniosła całkowicie copyhold.